# Image directe

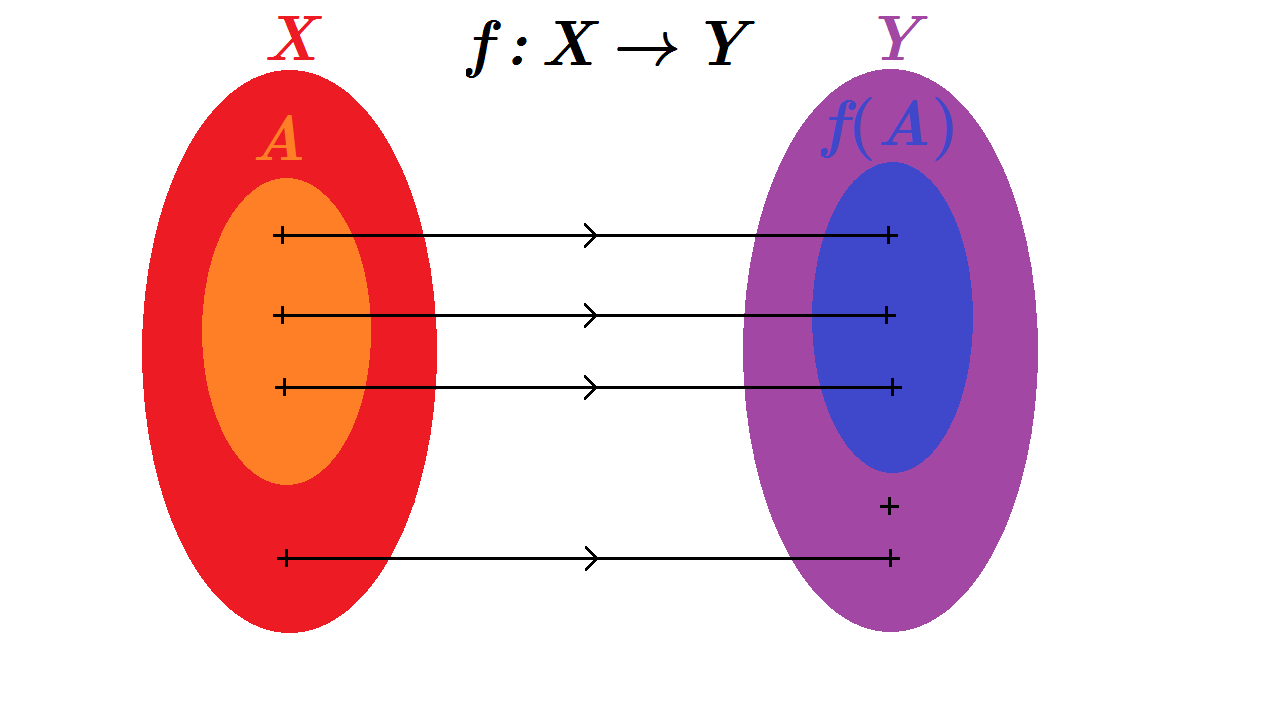
Schéma de l'image directe du sous-ensemble A d'une fonction injective mais non surjective (donc non bijective).

L'image directe d'un sous-ensemble {\displaystyle A} de {\displaystyle X} par une application {\displaystyle f\,\colon X\to Y} est le sous-ensemble de {\displaystyle Y} formé des éléments qui ont, par {\displaystyle f}, au moins un antécédent appartenant à {\displaystyle A} :

## Exemples
- On définit en particulier l'image d'une application {\displaystyle f} définie sur {\displaystyle X} :{\displaystyle \mathrm {Im} (f)=f(X).}
- On se gardera bien de confondre l'image directe par {\displaystyle f} d'une partie {\displaystyle A} de {\displaystyle X}, avec l'image par {\displaystyle f} d'un élément {\displaystyle x} de {\displaystyle X}, ou avec l'image de l'application {\displaystyle f}[1].
- Considérons l'application {\displaystyle f} de {\displaystyle \{1,2,3\}} dans {\displaystyle \{a,b,c,d\}} définie par {\displaystyle f(1)=a}, {\displaystyle f(2)=c} et {\displaystyle f(3)=d}. L'image directe de {\displaystyle \{2,3\}} par {\displaystyle f} est {\displaystyle f\left(\{2,3\}\right)=\{c,d\}} tandis que l'image de {\displaystyle f} est {\displaystyle \{a,c,d\}}.

## Propriétés élémentaires
- Pour toutes parties {\displaystyle A_{1}} et {\displaystyle A_{2}} de {\displaystyle X},{\displaystyle f\left(A_{1}\cup A_{2}\right)=f(A_{1})\cup f(A_{2}).}Plus généralement, pour toute famille {\displaystyle \left(A_{i}\right)_{i\in I}} de parties de {\displaystyle X},{\displaystyle f\left(\bigcup _{i\in I}A_{i}\right)=\bigcup _{i\in I}f(A_{i}).}
- Pour toutes parties {\displaystyle A_{1}} et {\displaystyle A_{2}} de {\displaystyle X},{\displaystyle f\left(A_{1}\cap A_{2}\right)\subset f(A_{1})\cap f(A_{2})}et cette inclusion peut être stricte, sauf si {\displaystyle f} est injective[2].
On peut même prouver que {\displaystyle f} est injective si et seulement si pour toutes parties {\displaystyle A_{1}} et {\displaystyle A_{2}} de {\displaystyle X}, on a {\displaystyle f\left(A_{1}\cap A_{2}\right)=f(A_{1})\cap f(A_{2})}.

Plus généralement, pour toute famille non vide {\displaystyle \left(A_{i}\right)_{i\in I}} de parties de {\displaystyle X},
- Toute partie {\displaystyle B} de {\displaystyle Y} contient l'image directe de son image réciproque {\displaystyle f^{-1}(B)} ; plus précisément[2] :{\displaystyle f\left(f^{-1}(B)\right)=B\cap \mathrm {Im} (f).}En particulier, si {\displaystyle f} est surjective alors {\displaystyle f(f^{-1}(B))=B}.

On peut même prouver que {\displaystyle f} est surjective si et seulement si pour toute partie {\displaystyle B} de {\displaystyle Y} on a {\displaystyle f\left(f^{-1}(B)\right)=B}.
(Une démonstration est proposée dans l'article Surjection.)
- Toute partie {\displaystyle A} de {\displaystyle X} est contenue dans l'image réciproque de son image directe :{\displaystyle A\subset f^{-1}\left(f(A)\right)}et cette inclusion peut être stricte, sauf si {\displaystyle f} est injective[2]. On peut même prouver que {\displaystyle f} est injective si et seulement si pour toutes parties {\displaystyle A} de {\displaystyle X}, on a {\displaystyle A=f^{-1}\left(f(A)\right)}.
- Si l'on considère de plus une application {\displaystyle g:Y\rightarrow Z}, alors l'image directe d'une partie {\displaystyle A} de {\displaystyle X} par la composée {\displaystyle g\circ f:X\to Z} est :